# Jarosław Jan Sokołowski
Jarosław Jan Sokołowski z Wrzący Wielkiej herbu Pomian (zm. 1517/18)– komornik króla Czech i Węgier Władysława Jagiellończyka, kasztelan biechowski od 1509, kasztelan lędzki od 1511, tenutariusz kolski. 
Był synem Mikołaja Sokołowskiego (Wrząckiego, Besiekierskiego) i jego pierwszej żony Anny. Żonaty z Marią de Marcellanges. Mieli córki Annę i Magdalenę oraz synów: Krzysztofa, Jana, Stanisława, Mikołaja i Marcina. Pochowany został w podziemiach kaplicy Najświętszej Marii Panny w kościele Podwyższenia Krzyża Świętego w Kole.